# 中山元
中山 元（なかやま げん、1949年2月15日 - ）は、日本の哲学者、翻訳家。

## 経歴
1949年、東京都で生まれた。東京大学教養学部教養学科で学び、中退。
インターネットの哲学サイト「ポリロゴス」を主宰。多くの哲学書を翻訳している。

## 著作
- 『フーコー入門』ちくま新書 1996
- 『思考の用語辞典』筑摩書房 2000／ちくま学芸文庫 2007
- 二木麻里共著『書くためのデジタル技法』ちくま新書 2001
- 『新しい戦争?  9・11テロ事件と思想』冬弓舎(ポリロゴス・ブックレット) 2002
- 『〈ぼく〉と世界をつなぐ哲学』ちくま新書 2004
- 『はじめて読むフーコー』洋泉社新書 2004
- 『高校生のための評論文 キーワード100』ちくま新書 2005
- 『思考のトポス：現代哲学のアポリアから』新曜社 2006
- 『賢者と羊飼い：フーコーとパレーシア』筑摩書房 2008
- 『フーコー：生権力と統治性』河出書房新社 2010
- 『フーコー：思想の考古学』新曜社 2010
- 『正義論の名著』ちくま新書 2011
- 『ハンナ・アーレント 〈世界への愛〉 その思想と生涯』新曜社 2013
- 『自由の哲学者カント カント哲学入門「連続講義」』光文社 2013
- 『フロイト入門』筑摩選書 2015
- 『アレント入門』ちくま新書 2017
- 『わたしたちはなぜ笑うのか 笑いの哲学史』新曜社 2021
- 『労働の思想史：哲学者は働くことをどう考えてきたのか』平凡社 2023
- 『〈他者〉からはじまる社会哲学：国家・暴力・宗教・共生をめぐって』平凡社 2024
- 『戦争の思想史』平凡社 2025
- 『対話と論争で読む哲学史入門』筑摩選書 2025

### 訳書
- 『逃走の力：フーコーと思考のアクチュアリティ』J・バーナウアー、彩流社 1994
- 『聖なる飢餓 カニバリズムの文化人類学』ペギー・リーヴズ・サンデイ、青弓社 1995
- 『超越と知解可能性：哲学と宗教の対話』エマニュエル・レヴィナス、彩流社 1996
- 『メルロ＝ポンティ・コレクション』編訳、ちくま学芸文庫 1999
- 『風土学序説：文化をふたたび自然に、自然をふたたび文化に』オギュスタン・ベルク、筑摩書房 2002
- 『発言 米同時多発テロと23人の思想家たち』編訳、朝日出版社 2002
- 『考える道具』ニコラス・ファーン、角川書店 2003
- 『呪われた部分：有用性の限界』ジョルジュ・バタイユ、ちくま学芸文庫 2003
- 『フィロソフィー・ジム：「考える脳」をつくる19の扉』スティーブン・ロー、ランダムハウス講談社 2003
- 『ギリシア・ローマの奇人たち：風変わりな哲学入門』ロジェ＝ポル・ドロワ/ジャン＝フィリップ・ド・トナック、紀伊國屋書店 2003
- 『資本の帝国』エレン・メイクシンズ・ウッド、紀伊國屋書店 2004
- 『聖戦と聖ならざるテロリズム：イスラームそして世界の岐路』バーナード・ルイス、紀伊國屋書店 2004
- 『パピエ・マシン』ジャック・デリダ、ちくま学芸文庫 2005
- 『北極の北には何がある? 「考える脳」をつくる哲学トレーニング19』スティーブン・ロー著、ランダムハウス講談社 2006
  - 改題版『考える力をつける哲学問題集』ちくま学芸文庫 2013
- 『責任と判断』ハンナ・アーレント、ジェローム・コーン編、筑摩書房 2007／ちくま学芸文庫 2016
- 『マルクスの『資本論』』フランシス・ウィーン、ポプラ社(名著誕生) 2007
  - 改題版『今こそ『資本論』 資本主義の終焉を生き抜くために』ポプラ新書 2017
- 『トマス・ペインの『人間の権利』』クリストファー・ヒッチンス、ポプラ社(名著誕生) 2007
- 『書物の不在』モーリス・ブランショ、月曜社 2007
- 『人間不平等起源論』ルソー、光文社古典新訳文庫 2008
- 『社会契約論・ジュネーヴ草稿』ルソー、光文社古典新訳文庫 2008
- 『ドゥルーズ哲学のエッセンス 思考の逃走線を求めて』ライダー・デュー、新曜社 2009
- 『善悪の彼岸』ニーチェ、光文社古典新訳文庫 2009
- 『道徳の系譜学』ニーチェ、光文社古典新訳文庫 2009
- 『資本論 経済学批判』(第1期：全4冊) カール・マルクス、日経BPクラシックス 2011-2012
- 『ユダヤ人問題に寄せて／ヘーゲル法哲学批判序説』カール・マルクス、光文社古典新訳文庫 2014
- 『ソクラテス われらが時代の人』ポール・ジョンソン、日経BP 2015
- 『陸と海：世界史的な考察』カール・シュミット、日経BP社：日経BPクラシックス 2018
- 『政治神学：主権の学説についての四章』カール・シュミット、日経BPクラシックス 2021
- 『大衆運動 新訳版』エリック・ホッファー、紀伊國屋書店 2022
- 『道徳および立法の諸原理序説』ジェレミー・ベンサム、ちくま学芸文庫 2022
- 『功利主義』ジョン・スチュアート・ミル、日経BPクラシックス 2023
- 『政治的なものの概念』カール・シュミット、光文社古典新訳文庫 2025

コリン・ウィルソン
- 『殺人狂時代の幕開け』（コリン・ウィルソン、二木麻里共訳、青弓社） 1994
- 『情熱の殺人』（コリン・ウィルソン、二木麻里共訳、青弓社） 1994
- 『殺人の迷宮』（コリン・ウィルソン、二木麻里共訳、青弓社） 1994
- 『猟奇連続殺人の系譜』（コリン・ウィルソン、二木麻里共訳、青弓社） 1994

ジークムント・フロイト
- 『自我論集』（ジークムント・フロイト、竹田青嗣編、ちくま学芸文庫） 1996
- 『エロス論集』（フロイト、編訳、ちくま学芸文庫） 1997
- 『幻想の未来 文化への不満』（フロイト、光文社古典新訳文庫） 2007
- 『人はなぜ戦争をするのか エロスとタナトス』（フロイト、光文社古典新訳文庫） 2008
- 『フロイト文学・思想論集』（フロイト、光文社古典新訳文庫） 2011
- 『ドストエフスキーと父親殺し』（フロイト、光文社古典新訳文庫） 2011
- 『モーセと一神教』（フロイト、光文社古典新訳文庫） 2020
- 『フロイト、夢について語る』（フロイト、光文社古典新訳文庫） 2021.5
- 『フロイト、性と愛について語る』（フロイト、光文社古典新訳文庫） 2021.7
- 『フロイト、無意識について語る』（フロイト、光文社古典新訳文庫） 2021.11

ミシェル・フーコー
- 『精神疾患とパーソナリティ』（ミシェル・フーコー、ちくま学芸文庫） 1997
- 『真理とディスクール パレーシア講義』（フーコー、筑摩書房） 2002
- 『わたしは花火師です フーコーは語る』（フーコー、ちくま学芸文庫） 2008

イマヌエル・カント
- 『永遠平和のために・啓蒙とは何か』（イマヌエル・カント、光文社古典新訳文庫） 2006
- 『純粋理性批判』全7巻＋別巻（カント、光文社古典新訳文庫） 2010 - 2012
- 『道徳形而上学の基礎づけ』（カント、光文社古典新訳文庫） 2012
- 『実践理性批判』全2巻（カント、光文社古典新訳文庫） 2013
- 『判断力批判』全2巻（カント、光文社古典新訳文庫） 2023.9

マックス・ウェーバー
- 『職業としての政治 / 職業としての学問』（マックス・ウェーバー、日経BPクラシックス） 2009
- 『プロテスタンティズムの倫理と資本主義の精神』（マックス・ヴェーバー、日経BPクラシックス） 2010
- 『世界宗教の経済倫理 比較宗教社会学の試み序論・中間考察』（マックス・ウェーバー、日経BPクラシックス） 2017

ハイデガー
- 『存在と時間』全8巻、マルティン・ハイデッガー、光文社古典新訳文庫 2015-2020
- 『技術への問い』マルティン・ハイデガー、日経BPクラシックス 2025